# 妙泉寺 (岡山市南区)
妙泉寺（みょうせんじ）は、岡山県岡山市南区にある日蓮宗の寺院。山号は本覚山。本尊勧請様式は曼荼羅。仏像は日朗聖人・日像聖人・大黒天・七面大明神・子育鬼子母神・十羅刹女・水子観音・妙見大菩薩・清正公（せいしようこう、加藤清正公）。旧本寺名は岡山盛隆寺、生師法縁。水子供養・ペット供養・地鎮祭などの祈願寺院として知られる。2017年現在の住職は衣笠日融。

## 歴史
創立は寛永9年（1632年）。日蓮宗の熱心な庇護者であった戸川氏の二代庭瀬藩主戸川正安公が寺院の必要性を認めて創建された。 

## 沿革
- 寛永9年（1632年） - 創立。開山は本覚院日感（開基檀越の2子）。開基檀越吉田四郎右衛門（妙泉院善勝、承応4年11月15日寂95歳）。庭瀬藩主戸川守正安公の命により当寺を建立。
- 寛永13年（1636年） - 開堂供養を行う。
- 寛文10年（1670年） - 2世蓮勝院日賢が三十番神堂を建立。
- 文政10年（1827年） - 6世境性院日観が3月に本堂・玄関を再建。
- 明治35年（1902年） - 12世日尭の代に山門再建。
- 昭和57年（1982年） - 15世日悠代に本堂新築・自分雲堂再建・山門の修復・墓地の整備等で寺観を一新。
- 平成15年（2003年） - 16世日融の代に歴代墓移転・内陣装厳具並びに仏具新調・内陣装厳具修復・全仏像修復・妙見大菩薩勧請・歴代上人位牌開眼・動物供養塔建立・本堂内部一新。
- 令和元年（2019年8月）- 水子供養専用サイト水子供養寺院【日蓮宗本覚山】妙泉寺をオープン。

## 文化財

### 岡本常彦杉戸絵
岡本常彦は文化13年（1816年）窪屋郡水江（現在の倉敷市）に生まれ、著名な幕末の日本画家岡本豊彦の実兄の子で、叔父の豊彦に師事して絵を学び、風景画・人物画などを得意とし、一時は豊彦の養子となった人物が寄贈したもの。
表に白蓮の花、裏には琵琶、篳篥（ひちりき）、横笛（おうてき）などの和楽器が描かれている。

## 所在地
〒701-0203 岡山県岡山市南区古新田633

## 関連資料
- 日蓮宗寺院大鑑編集委員会『宗祖第七百遠忌記念出版 日蓮宗寺院大鑑』大本山池上本門寺 (1981年)
- 立石憲利『おかやま伝説紀行』吉備人出版（2006年）